# Michel Dumoulin (historien)
Pour les articles homonymes, voir Michel Dumoulin.
Michel Dumoulin, né le 2 octobre 1950 à Uccle (Belgique), est un historien spécialiste de la construction européenne et universitaire belge. Il est professeur émérite de l'Université Catholique de Louvain.

## Œuvre
Quelques ouvrages de Michel Dumoulin : 
- La correspondance entre Emile de Laveleye et Marco Minghetti (1877-1886), Institut historique belge de Rome, 1979.
- Jules Destrée: Souvenirs des temps de guerre, Edition annotée par Michel Dumoulin. Louvain, Bureaux du Recueil, 1980, 313 pages, Université de Louvain. Recueil de travaux d'histoire et de philologie", 6e série, fascicule 19, Louvain. 1980
- Aspects des relations de la Belgique, du Grand-Duché de Luxembourg et des Pays-Bas avec l'Italie : 1925-1940 , Istituto Italiano di Cultura (Bruxelles), Comité belge de l'Istituto per la storia del risorgimento italiano (séminaire interuniversitaire 1981-1982) ; sous la direction de Michel Dumoulin, Jacques Willequet / Bruxelles : Istituto italiano di cultura , 1983[3].
- La construction européenne en Belgique: 1945-1957. Aperçu des sources. Ciaco, 1988, 131 pages, 1988.
- Petrofina un groupe pétrolier international et la gestion de l'incertitude. Tome I: 1920-1979. Louvain-la-Neuve, Bureau du Recueil 1997. 237 pages et 8 pages d'illustrations, dans la série "Université de Louvain. Recueil de travaux d'histoire et de philologie" 7e série fascicule 4, Louvain-la-Neuve, Bureau du Recueil 1997.
- Spaak, Racine, 1999.
- Léopold III : De la controverse à l'histoire, Complexe. 2001.
- Léopold II, un roi génocidaire ?, Académie royale de Belgique, Classe des Lettres, 122 pages, 2005[4].
- La Commission européenne, 1958-1972. Histoire et mémoire d’une institution, Luxembourg, Office de publication des Communautés européennes, 2007[5].

## Hommage
- Belgique, Europe et Outre-Mers. Liber amicorum Michel Dumoulin  (Vincent Dujardin et Pierre Tilly),  Peter Lang, 2013 (ISBN 9782875740946)[6].